# Propulsor a efecto Hall

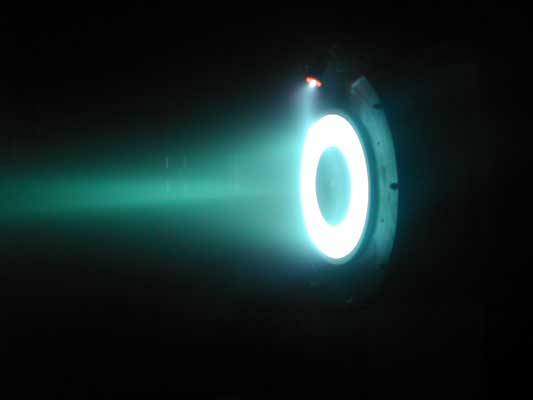
Propulsor Hall de 2 kW en operación, como parte del Experimento Propulsores Hall en el Princeton Plasma Physics Laboratory

Un propulsor a efecto Hall o propulsor Hall es un tipo de propulsor de iones, utilizado en vehículos espaciales, en el que el propelente es acelerado mediante un campo eléctrico. Los propulsores Hall atrapan electrones en un campo magnético y luego utilizan los electrones para ionizar el propelente, y acelerar los iones de manera eficiente para producir impulso, y neutralizar los iones en la pluma. A menudo los propulsores Hall son considerados una tecnología de propulsión espacial de impulso especifico moderado (1600 s). Desde la década de 1960 los propulsores Hall han sido objeto de un importante esfuerzo de investigación tanto en aspectos teóricos como experimentales.

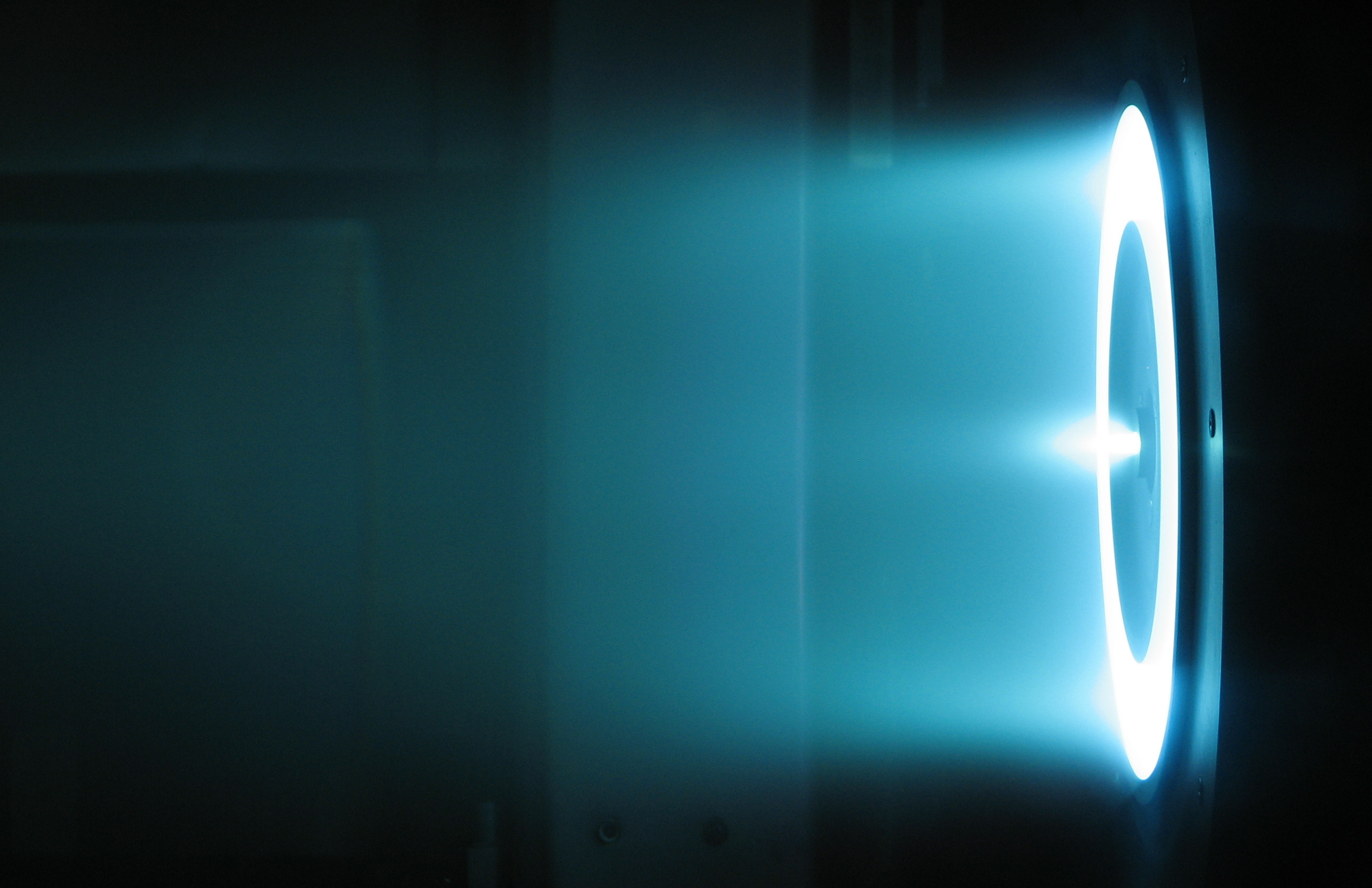
Propulsor Hall de 6 kW en operación en el Jet Propulsion Laboratory de la NASA.

Los propulsores Hall operan con diversos propelentes, el más común es xenón. Otros propelentes de interés son kriptón, argón, bismuto, iodo, magnesio, y zinc.
Los propulsores Hall son capaces de acelerar los iones que expulsan a velocidades entre 10-80 km/s (1000-8000 s de impulso específico), la mayoría de los modelos operan en el rango 15-30 km/s (1500-3000 s de impulso específico). El impulso que produce un propulsor Hall varia según su potencia. Mientras que dispositivos con una potencia de 1.35 kW producen unos 83 mN de empuje. Los modelos de alta potencia han sido capaces de producir hasta 3 N en el laboratorio. Ha sido posible operar dispositivos con potencias de hasta 100 kW mediante propulsores con gas xenón.

## Funcionamiento
El principio de funcionamiento de un propulsor Hall se basa en utilizar un potencial electroestático para acelerar iones a altas velocidades. En un propulsor Hall la carga negativa atractiva es provista por un plasma de electrones en el extremo abierto del propulsor, en vez de en una rejilla. Un campo magnético radial de unos cientos de gauss (unos 100-300 G, 0.01-0.03 T) es utilizado para confinar los electrones, donde las combinaciones del campo magnético radial y del campo eléctrico axial hacen que los electrones se desplacen en forma azimutal, formando la corriente Hall que da nombre al dispositivo.

Los propulsores Hall son en general axialmente simétricos. Este corte transversal contiene a su eje

El diagrama a la derecha presenta un esquema de funcionamiento de un propulsor Hall. Un potencial eléctrico de entre 150 y 800 volts es aplicado entre el ánodo y el cátodo.
La aguja central forma un polo de un electroimán y es rodeado por un espacio anular y alrededor del mismo se encuentra el otro polo del electroimán, con un campo magnético radial entre ellos.
El propelente, por ejemplo gas xenón, es alimentado a través del ánodo, que posee numerosos agujeros pequeños para servir de distribuidor de gas. Se prefiere xenón a causa de su elevado peso atómico y bajo potencial de ionización. Cuando los átomos neutros de xenón se difunden en el canal del propulsor, los mismos son ionizados mediante colisiones con electrones de muy alta energía (por lo general 10-40 eV, o aproximadamente el 10 % del voltaje de descarga). Una vez ionizados, los iones de xenón por lo general tienen una carga eléctrica +1, aunque algunos de ellos (~20 %) tienen +2.
Luego los iones de xenón son acelerados por el campo eléctrico entre el ánodo y el cátodo. Para voltajes de descarga de 300 V, los iones alcanzan velocidades de unos 15 km/s para un impulso específico de 1500 segundos (15 kN·s/kg). Sin embargo, al ser eyectados, los iones arrastran un número de electrones similar con ellos, por lo que la pluma no posee una carga eléctrica neta.
El campo magnético radial es diseñado de forma tal que sea lo suficientemente fuerte para deflectar de manera apreciable los electrones de masa reducida, pero no los iones de masa elevada que tienen un mayor radio de giro. La mayoría de los electrones por lo tanto quedan retenidos orbitando en la región donde existe un elevado campo magnético radial cerca del plano de salida del propulsor, atrapados en E×B (campo eléctrico axial y campo magnético radial). La rotación orbital de los electrones es una corriente Hall, y es de donde el dispositivo toma su nombre. Los choques con otras partículas y con las paredes, y las inestabilidades del plasma, permiten que algunos electrones escapen del campo magnético y se desplacen hacia el ánodo.
Aproximadamente el 20-30 % de la corriente de descarga es una corriente de electrones, que no produce impulso, limitando de esta manera la eficiencia energética del propulsor; el otro 70-80 % de la corriente son los iones. Dado que la mayoría de los electrones se encuentran atrapados en la corriente Hall, tienen un largo tiempo de residencia en el propulsor y pueden ionizar casi todo el xenón propelente, permitiendo alcanzar un factor de utilización de masa del 90-99 %. La eficiencia en el uso de masa del propulsor es aproximadamente el 90 %, mientras que la eficiencia en la corriente de descarga es de aproximadamente 70 % para una eficiencia combinada del propulsor del 63 % (= 90 % × 70 %). Los propulsores Hall modernos han alcanzado eficiencias de hasta el 75 % gracias a diseños avanzados.
Comparado con los cohetes químicos, el impulso es muy pequeño, del orden de 83 mN en un propulsor típico que funciona con 300 V, 1.5 kW. Por comparación, una moneda de un cuarto de dólar de Estados Unidos o una moneda de 20 céntimos de euro pesan aproximadamente 60 mN. Al igual que con todos los tipos de propulsión espacial basadas en principios eléctricos, la propulsión se encuentra limitada por la potencia disponible, la eficiencia y el impulso específico.